# Cầu thang nhà A6
Cầu thang nhà A6 là một bộ phim truyền hình được thực hiện bởi Trung tâm Phim truyền hình Việt Nam, Đài Truyền hình Việt Nam do Trịnh Lê Văn làm đạo diễn. Phim phát sóng lần đầu vào năm 1998, trong chương trình "Lần đầu tiên trên màn ảnh VTV3" trên kênh VTV3.

## Nội dung
Cầu thang nhà A6 xoay quanh khu chung cư nhà A6 với những rắc rối ập đến. Khi tổ trưởng tổ dân phố đương nhiệm là ông Tăng lâm bệnh qua đời, cả khu nhớn nhác đi tìm người thế chỗ ông để quản lý an ninh trật tự. Ông Tình (Trịnh Thịnh), một cán bộ đoàn chèo nghỉ hưu, vì một lý do nào đó, phải bất đắc dĩ nhận trách nhiệm này. Những việc tưởng trước nay ông nghĩ thật xuề xòa thì hóa ra lại vô cùng nghiêm trọng. Dần dà, từ một "cán bộ bất đắc dĩ", ông tổ trưởng Tình phải đứng ra giải quyết, thậm chí giơ đầu chịu báng trước những tình huống dở khóc dở cười, cả những vấn đề từ tế nhị tới hiểm hóc nhất. Nhưng bằng lương tâm và trách nhiệm, ông đã tháo gỡ từng vấn đề và khiến không gian sinh hoạt chung thay da đổi thịt, gây được cảm tình trong cư dân...

## Diễn viên
- Trịnh Thịnh trong vai Ông Tình[1]
- Thanh Năng trong vai Bà Tình
- Thanh Thủy trong vai Thủy
- Lê Tuấn trong vai Kiểm
- Quốc Khánh trong vai Chi
- Minh Quốc trong vai Michael Tín
- Phát Triệu trong vai Ông Thạch
- Ngân Hoa trong vai Mai Hương
- Trung Anh trong vai Văn Hoàng
- Huyền Trang trong vai Hạnh
- Xuân Bắc trong vai Thành
- Anna trong vai Hồng[2]
- Tuyết Liên trong vai Mẹ Thành
- Trần Đức trong vai Ông Xứng
- Tuấn Minh trong vai Con ông Tình
- Vĩnh Xương trong vai Cháu ông Tình
- Thanh Nam trong vai Tuệ
- Thu HằngThu Hằng trong vai Mĩ
- Thu Hường trong vai Cô giáo

Và một số diễn viên khác...